# Alice in Chains 2016 North American Tour
2016 North American Tour – trasa koncertowa amerykańskiego zespołu muzycznego Alice in Chains, składająca się z 38 występów w Stanach Zjednoczonych. Tournée rozpoczęło się 8 kwietnia koncertem w Las Vegas w stanie Nevada, a zakończyło występem 8 października w Reno.

## Opis trasy
5 lutego wortal Blabbermouth.net poinformował, że zespół wystąpi jako jeden z headlinerów, obok formacji Slipknot, podczas festiwalu muzycznego Rock Fest, odbywającego się w Cadott w stanie Wisconsin. Grupa na wspomnianym festiwalu grała w 2010, przy okazji tournée Black Gives Way to Blue Tour. Trzy dni później, podano informację, że muzycy wystąpią 16 lipca na festiwalu Rock USA w Oshkosh.

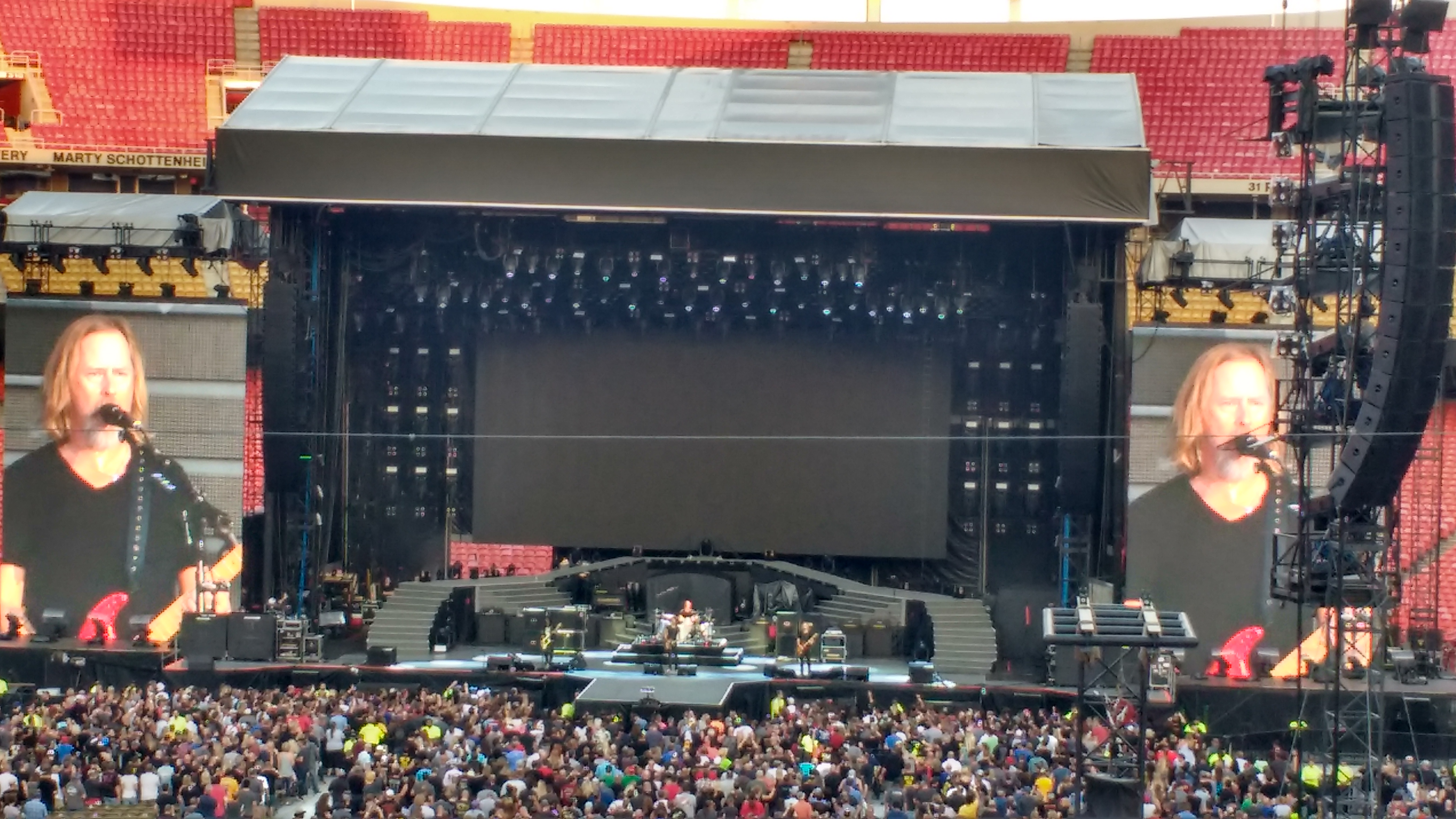
Alice in Chains podczas występu na Arrowhead Stadium, 29 czerwca 2016

8 i 9 kwietnia grupa zagrała dwa pierwsze występy w 2016. Odbyły się one w nowo otwartej T-Mobile Arena w Las Vegas. Kwartet zaprezentował się w charakterze gościa specjalnego podczas występów reaktywowanej formacji Guns N’ Roses w ramach Not in This Lifetime... Tour. Obydwa koncerty zostały wyprzedane.
9 maja grupa za pośrednictwem oficjalnego konta na facebooku oraz strony internetowej, podała do wiadomości czternaście dat letnich koncertów. 11 maja zespół odwołał swój występ we Freedom Hill Amphitheatre w Detroit. Management zespołu wydał w tej sprawie oświadczenie, w którym poinformował, że nowa data koncertu zostanie podana wkrótce. 12 maja za pośrednictwem Blabbermouth.net poinformowano, że zespół wystąpi na festiwalu Houston Open Air 24 września, m.in. obok Avenged Sevenfold, Deftones i Slayera.

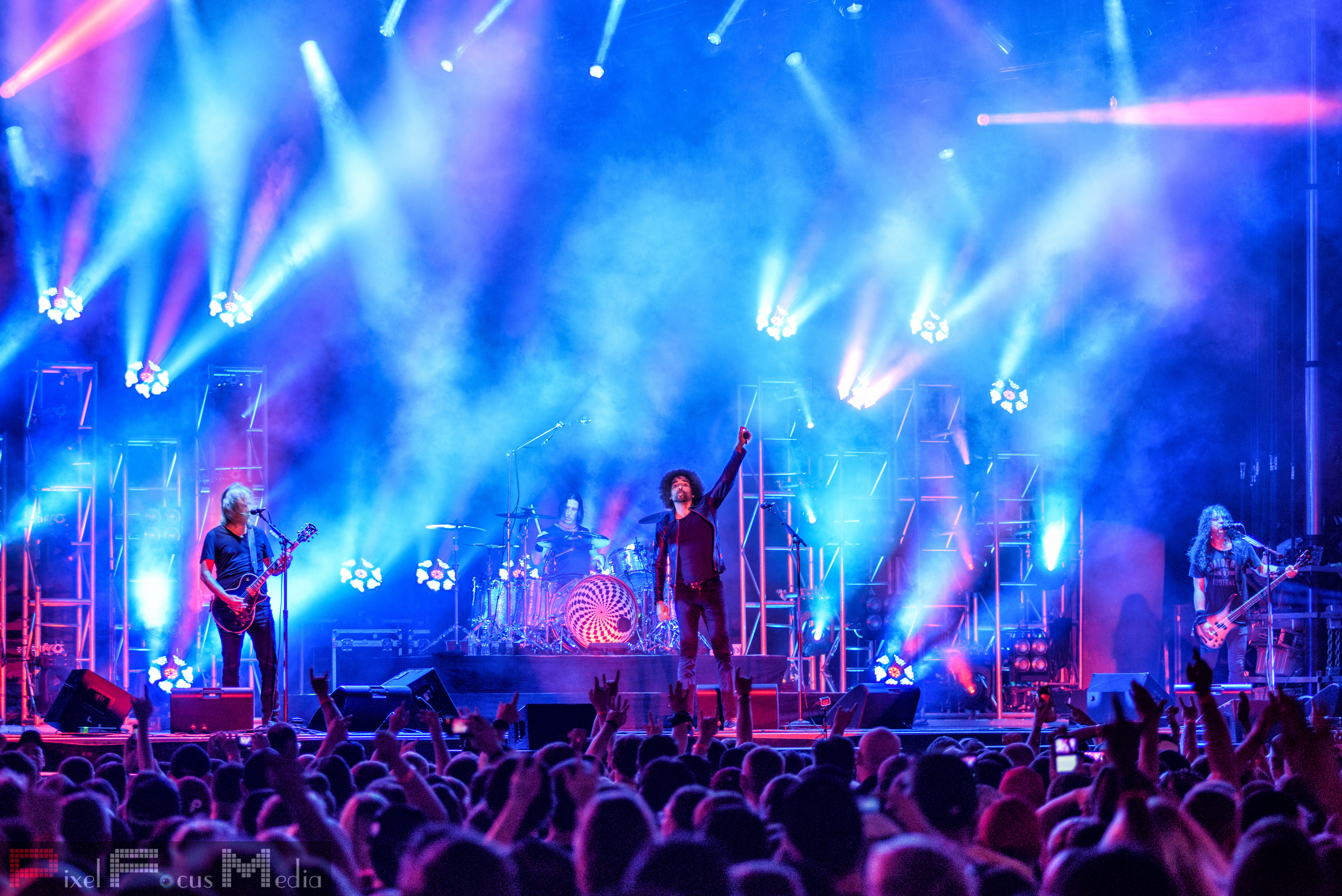
Alice in Chains, 17 września 2016

18 maja poinformowano o pięciu nowych datach, podczas których zespół kontynuował występy w ramach tournée Not in This Lifetime... Tour Guns N’ Roses. Wokalista William DuVall odnosząc się do wspólnych koncertów przyznał: „Jesteśmy zaszczyceni aby móc to zrobić. Zagraliśmy dwa pierwsze występy w T-Mobile Arena w Las Vegas kilka miesięcy temu, więc to był naturalny wybór, że chcemy połączyć się z nimi podczas trasy stadionowej”.
W związku z wyprzedaniem występu w Beacon Theatre w Nowym Jorku 25 lipca, zorganizowano dodatkowy koncert dzień później. 24 maja podano do wiadomości nową datę – 18 lipca w Cincinnati. 6 czerwca poszerzono trasę koncertową o jedenaście nowych dat. 13 czerwca do rozkładu tournée dodane zostały trzy nowe lokacje występów.

### Setlista
Zespół w trakcie Not in This Lifetime... Tour prezentował skróconą setlistę do około 40 minut. W ramach własnego etapu, muzycy  wykonywali średnio szesnaście utworów. Materiał obejmował zestaw kompozycji ze wszystkich albumów studyjnych oraz minialbumów.
| Not in This Lifetime... Tour (08.04.–03.07., 12.08.2016) |
| --- |
| 1. „Hollow” 2. „Again” 3. „Them Bones” 4. „Check My Brain” 5. „Stone” 6. „Man in the Box” 7. „No Excuses” 8. „Rooster” 9. „Would?” Uwagi: - W ramach trasy, z uwagi na ograniczenia czasowe, zespół prezentował skrócony program koncertowy. - Utwory grane nieregularnie: „We Die Young”, „Down in a Hole”, „Got Me Wrong”. |

| Setlista 2016 |
| --- |
| 1. „Hollow” 2. „Them Bones” 3. „Dam That River” 4. „Again” 5. „Check My Brain” 6. „Nutshell” 7. „Angry Chair” 8. „Man in the Box” 9. „Your Decision” 10. „Down in a Hole” 11. „Stone” 12. „Last of My Kind” 13. „We Die Young” 14. „Got Me Wrong” 15. „Rooster” 16. „No Excuses” 17. „Would?” Uwagi: - Utwory grane nieregularnie: „Love, Hate, Love”, „It Ain’t Like That”, „Sunshine”, „I Know Somethin’ (’Bout You)” (instrumental jam), „Rain When I Die”, „Junkhead”, „Sludge Factory”, „Heaven Beside You” i fragment coveru „D.O.A” z repertuaru Van Halen. |

### Support
W roli supportu na trasie występowały formacje The New Regime, Mike Geier jako Puddles Pity Party podczas koncertu w Beacon Theatre 26 lipca, The Pink Slips dowodzony przez córkę Duffa McKagana Grace na stadionie CenturyLink Field 12 sierpnia oraz Staticland, zespół wokalisty Jeffa Angella.

- The New Regime  (6 lipca–9 lipca, 30 września–4 października, USA)
- Puddles Pity Party  (26 lipca, USA)
- The Pink Slips  (12 sierpnia, USA)
- Staticland  (26 września–27 września, USA)

## Krytyka

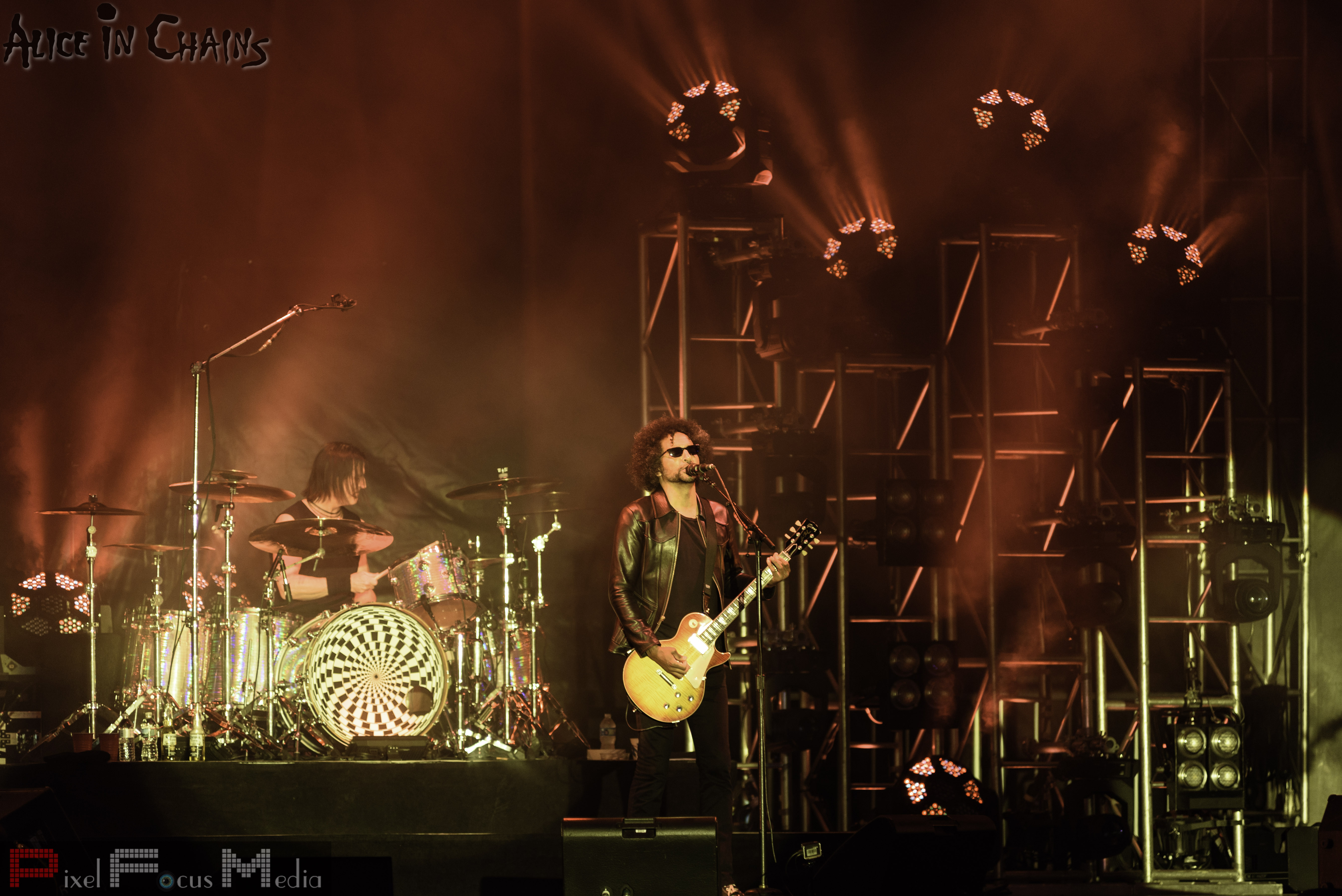
Kinney i Duvall, 17 września 2016

Neil Lim Sang z Seattle Music News napisał: „Co za wspaniała noc dla wszystkich obecnych”, odnosząc się do koncertu grupy w Paramount Theatre z 8 lipca. W dalszej części autor dodał: „Zespół był w dobrej formie po kilku dniach popierających występy na stadionach reaktywowanego Guns N’ Roses. Scena była dość zgrabna, z prostym wzniesieniem dla perkusji i sześcioma wieżami z ruchowymi światłami, które w ciągu całego wieczoru przyniosły spektakularne widowisko”. Sang pochwalił DuValla podkreślając, że „doskonale harmonizuje się z Cantrellem i basistą Mikiem Inezem”. Recenzent podkreślił, że duży aplauz wśród publiczności wywołała kompozycja „Sunshine”, którą Cantrell zapowiedział mówiąc: „nie graliśmy tego od jakiegoś czasu, więc wybaczcie nam jeśli coś spieprzymy”. Sang zaznaczył, że zespół został entuzjastycznie powitany w rodzinnym mieście, w którym nie grał od kilku lat. Każdy z utworów był chóralnie odśpiewany przez zgromadzoną publikę. Dustin Halter z alternativenation.net recenzując występ Alice in Chains w Beacon Theatre 26 lipca, zwrócił uwagę na „napełniające harmonie wokalne Cantrella i Duvalla” oraz wielką energię w trakcie trwania koncertu, podczas którego publiczność bardzo dobrze się bawiła. Autor podkreślił melancholijny nastrój podczas wykonywania „Down in a Hole”, gdy tłum skandował nazwisko Staleya. Halter wyraził pochlebną opinię o grze Duvalla na gitarze, która według niego znakomicie uzupełniała się z partiami Cantrella. Melina Robinson z „Las Vegas Review-Journal” odnosząc się do występu Alice in Chains w The Joint napisała: „Dualistyczny, ciężki i melodyjny dźwięk, w połączeniu z pulsującymi światłami, odbywał się na scenie centralnej przez ponad półtorej godziny. «Them Bones», «Angry Chair» i «Down in a Hole» to klasyczne utwory z repertuaru Alice in Chains, które uświetniły pierwszy etap show”. Autorka podkreśliła, że zespół oddał hołd dla Staleya i Mike’a Starra, dedykując im „Nutshell”. Robinson zwróciła uwagę na fakt, że „DuVall wykonał właściwy hołd w stosunku do zmarłego frontmana, dodając własne elementy. Podczas gdy jego naturalna wibracja nigdy nie będzie równa burzliwemu blasku Staleya, jego wokal i zdolność do harmonizacji z Cantrellem, zapewniają znajomą dysonansowość Alice in Chains”. Autorka zaznaczyła przy tym, że „dzięki przyjęciu przez zespół formuły dwóch gitarzystów, udało się uzyskać lepsze odtworzenie każdej warstwy, która została stworzona na albumach”.

## Daty i miejsca koncertów

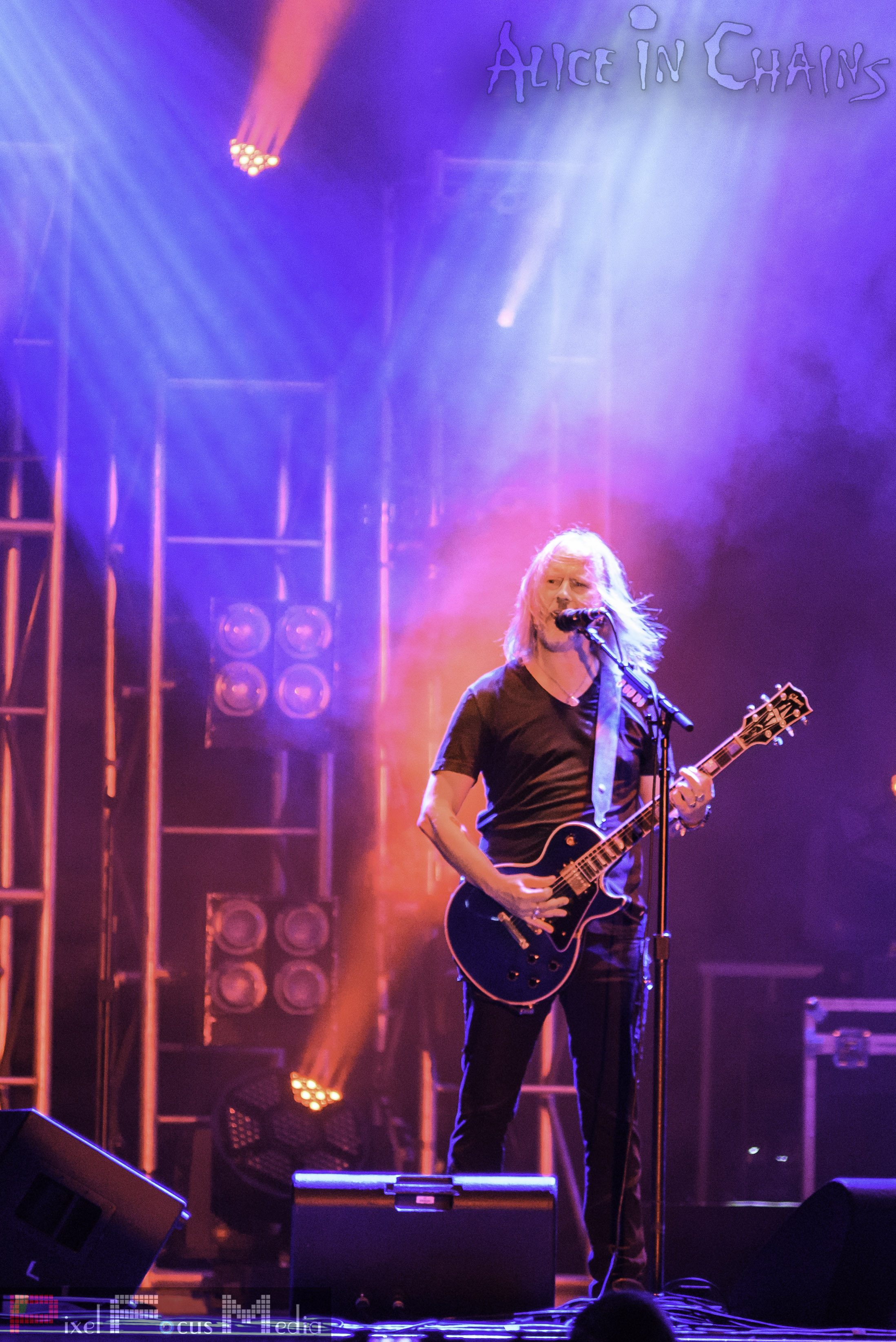
Jerry Cantrell, 17 września 2016

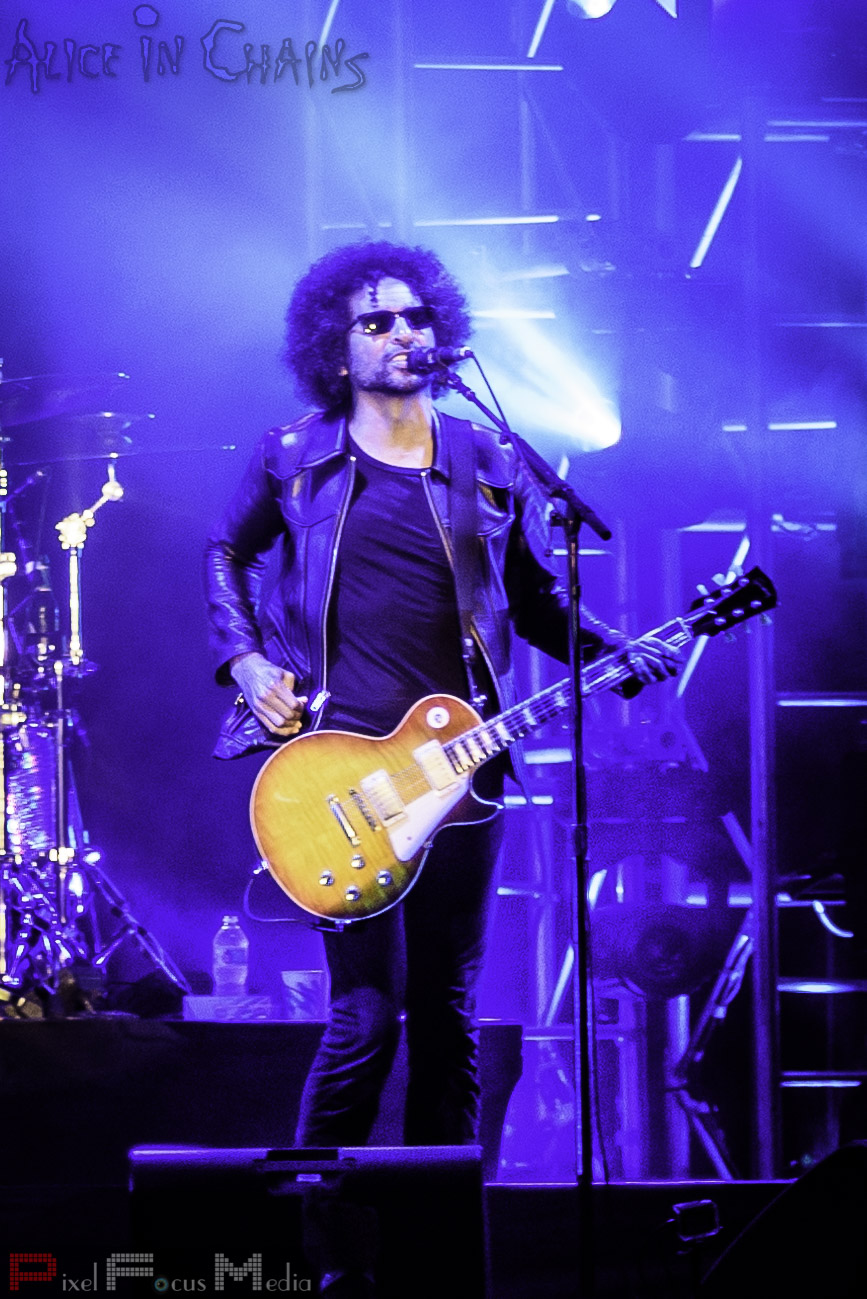
William DuVall, 17 września 2016

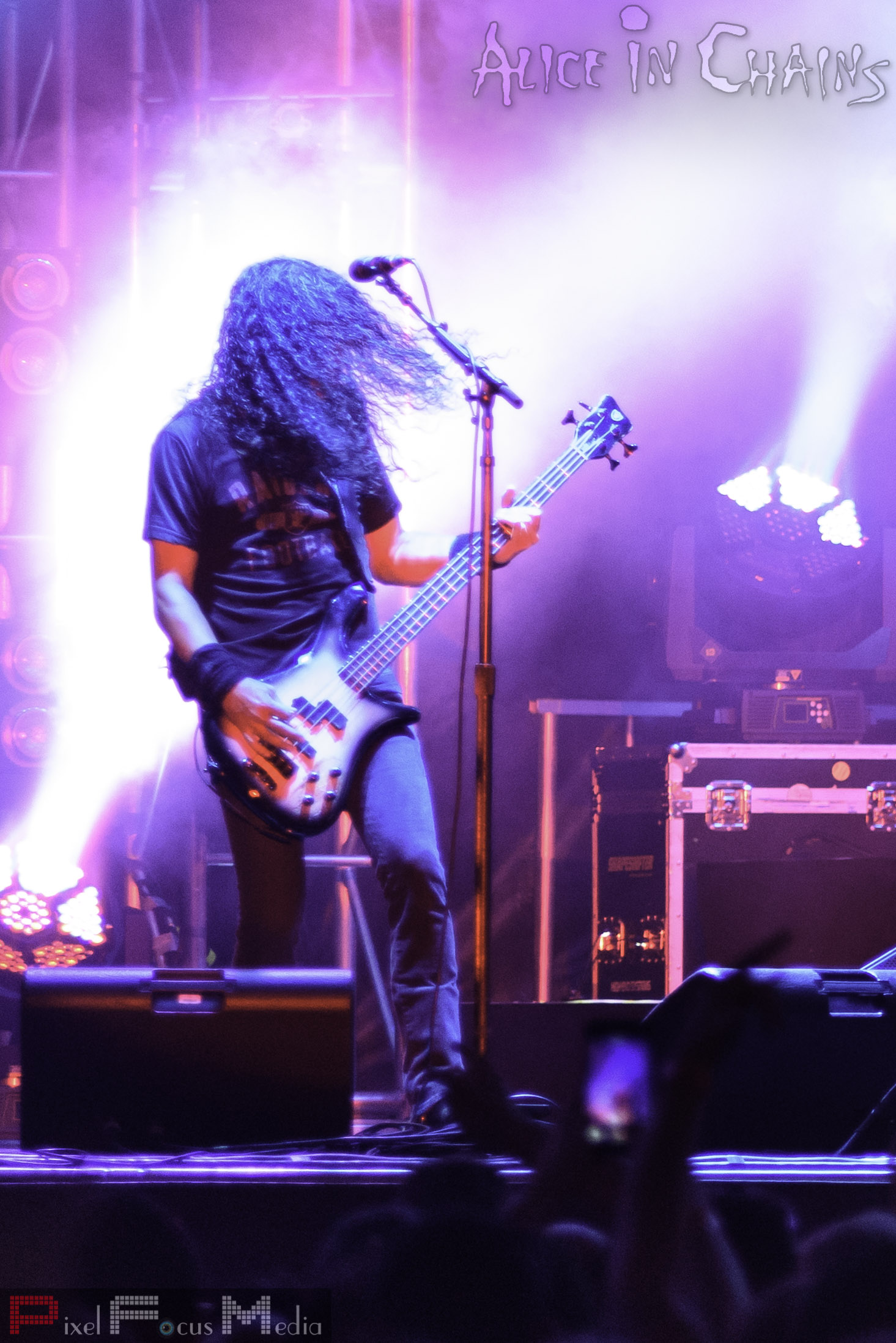
Mike Inez, 17 września 2016

| Data                | Miasto           | Kraj              | Obiekt                                  | Support            | Wsparcie      |
| ------------------- | ---------------- | ----------------- | --------------------------------------- | ------------------ | ------------- |
| Ameryka Północna    |                  |                   |                                         |                    |               |
| 8 kwietnia 2016     | Las Vegas        | Stany Zjednoczone | T-Mobile Arena                          | N/A                | Guns N’ Roses |
| 9 kwietnia 2016     | Las Vegas        | Stany Zjednoczone | T-Mobile Arena                          | N/A                | Guns N’ Roses |
| 23 czerwca 2016     | Detroit          | Stany Zjednoczone | Ford Field                              | N/A                | Guns N’ Roses |
| 26 czerwca 2016     | Landover         | Stany Zjednoczone | FedExField                              | N/A                | Guns N’ Roses |
| 29 czerwca 2016     | Kansas City      | Stany Zjednoczone | Arrowhead Stadium                       | N/A                | Guns N’ Roses |
| 1 lipca 2016        | Chicago          | Stany Zjednoczone | Soldier Field                           | N/A                | Guns N’ Roses |
| 3 lipca 2016        | Chicago          | Stany Zjednoczone | Soldier Field                           | N/A                | Guns N’ Roses |
| 6 lipca 2016        | Portland         | Stany Zjednoczone | Arlene Schnitzer Concert Hall           | The New Regime     | N/A           |
| 8 lipca 2016        | Seattle          | Stany Zjednoczone | Paramount Theatre                       | The New Regime     | N/A           |
| 9 lipca 2016        | Spokane          | Stany Zjednoczone | INB Performing Arts Center              | The New Regime     | N/A           |
| 11 lipca 2016       | Salt Lake City   | Stany Zjednoczone | The Depot                               | N/A                | N/A           |
| 12 lipca 2016       | Denver           | Stany Zjednoczone | Paramount Theatre                       | N/A                | N/A           |
| 15 lipca 2016       | Cadott           | Stany Zjednoczone | Festival Grounds                        | N/A                | N/A           |
| 16 lipca 2016       | Oshkosh          | Stany Zjednoczone | Ford Festival Park                      | N/A                | N/A           |
| 18 lipca 2016       | Cincinnati       | Stany Zjednoczone | Taft Theatre                            | N/A                | N/A           |
| 19 lipca 2016       | Warren           | Stany Zjednoczone | Packard Music Hall                      | N/A                | N/A           |
| 20 lipca 2016       | Bethlehem        | Stany Zjednoczone | Sands Bethlehem Event Center            | N/A                | N/A           |
| 22 lipca 2016       | Verona           | Stany Zjednoczone | Turning Stone Resort & Casino           | N/A                | N/A           |
| 23 lipca 2016       | Atlantic City    | Stany Zjednoczone | Etess Arena                             | N/A                | N/A           |
| 25 lipca 2016       | Nowy Jork        | Stany Zjednoczone | Beacon Theatre                          | N/A                | N/A           |
| 26 lipca 2016       | Nowy Jork        | Stany Zjednoczone | Beacon Theatre                          | Puddles Pity Party | N/A           |
| 12 sierpnia 2016    | Seattle          | Stany Zjednoczone | CenturyLink Field                       | The Pink Slips     | Guns N’ Roses |
| 16 września 2016    | Boston           | Stany Zjednoczone | House of Blues                          | N/A                | N/A           |
| 17 września 2016    | Chester          | Stany Zjednoczone | PPL Park                                | N/A                | N/A           |
| 19 września 2016    | Richmond         | Stany Zjednoczone | Altria Theater                          | N/A                | N/A           |
| 20 września 2016    | North Charleston | Stany Zjednoczone | North Charleston Coliseum               | N/A                | N/A           |
| 21 września 2016    | Atlanta          | Stany Zjednoczone | The Tabernacle                          | N/A                | N/A           |
| 23 września 2016    | Thackerville     | Stany Zjednoczone | WinStar World Casino                    | N/A                | N/A           |
| 24 września 2016    | Houston          | Stany Zjednoczone | NRG Park                                | N/A                | N/A           |
| 26 września 2016    | Austin           | Stany Zjednoczone | ACL Live                                | Staticland         | N/A           |
| 27 września 2016    | San Antonio      | Stany Zjednoczone | Majestic Theatre                        | Staticland         | N/A           |
| 30 września 2016    | Scottsdale       | Stany Zjednoczone | Talking Stick Resort Pool               | The New Regime     | N/A           |
| 1 października 2016 | Las Vegas        | Stany Zjednoczone | The Joint                               | The New Regime     | N/A           |
| 2 października 2016 | San Diego        | Stany Zjednoczone | Copley Symphony Hall                    | The New Regime     | N/A           |
| 4 października 2016 | Los Angeles      | Stany Zjednoczone | Pellissier Building and Wiltern Theatre | The New Regime     | N/A           |
| 5 października 2016 | Pomona           | Stany Zjednoczone | Pomona Fox Theater                      | N/A                | N/A           |
| 7 października 2016 | San Francisco    | Stany Zjednoczone | Nob Hill Masonic Center                 | N/A                | N/A           |
| 8 października 2016 | Reno             | Stany Zjednoczone | Grand Sierra Resort                     | N/A                | N/A           |

## Występy odwołane
| 17 lipca 2016 | Detroit, Stany Zjednoczone | Freedom Hill Amphitheatre | Zmieniona data koncertu |

## Skład
Alice in Chains

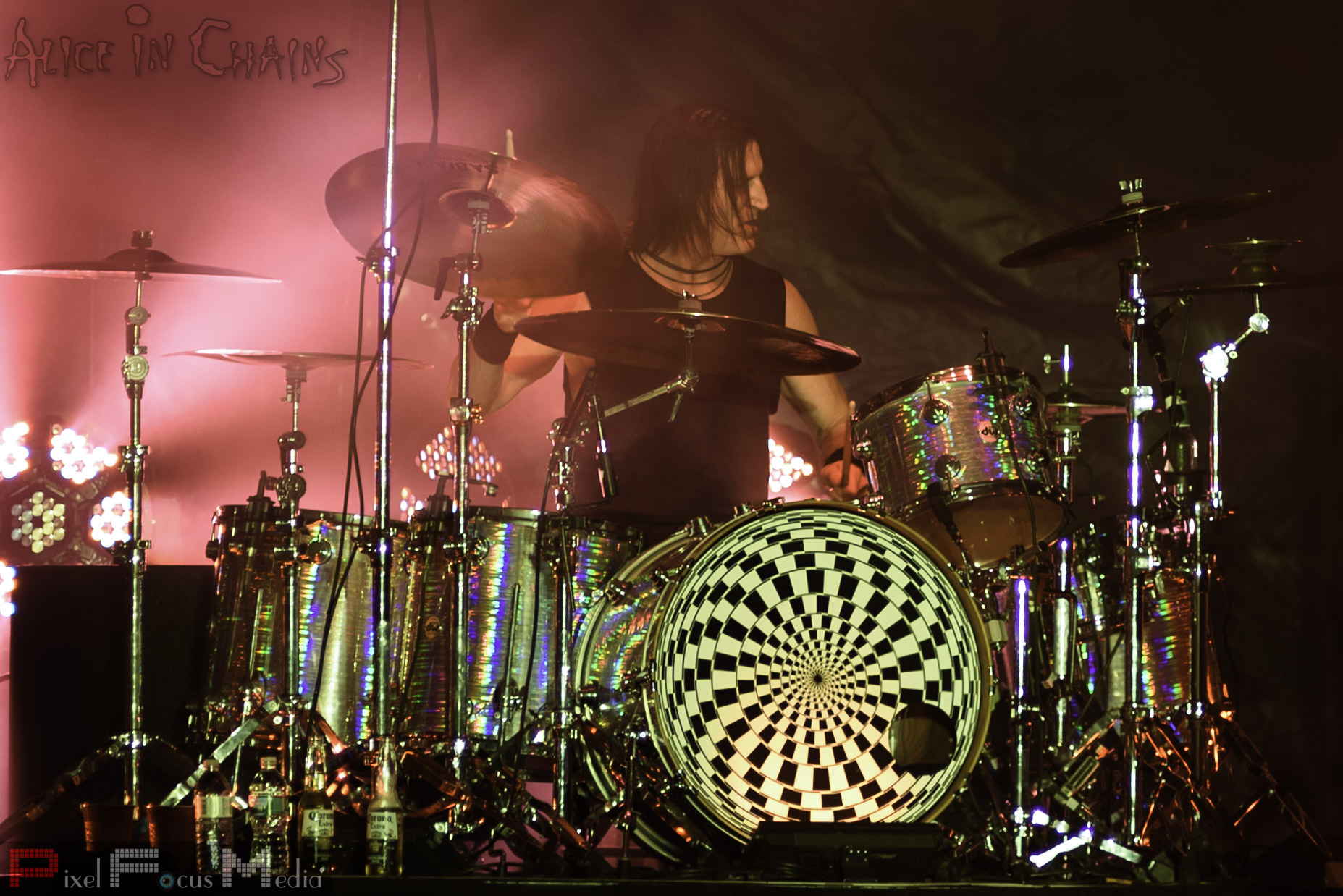
Sean Kinney, 17 września 2016

- William DuVall – śpiew, gitara rytmiczna, wokal wspierający
- Jerry Cantrell – śpiew, gitara prowadząca, wokal wspierający
- Mike Inez – gitara basowa
- Sean Kinney – perkusja

Gościnnie

- Bill Duffy – gitara w utworze „Rooster”  (17 września 2016)[23]

Produkcja
- Agencja koncertowa: Live Nation
- Dyrektor generalny, przedstawiciel: Velvet Hammer Music and Management Group oraz Susan Silver Management
- Tour manager: Chuck Randall
- Management: David Benveniste